# 나들룽우악-48

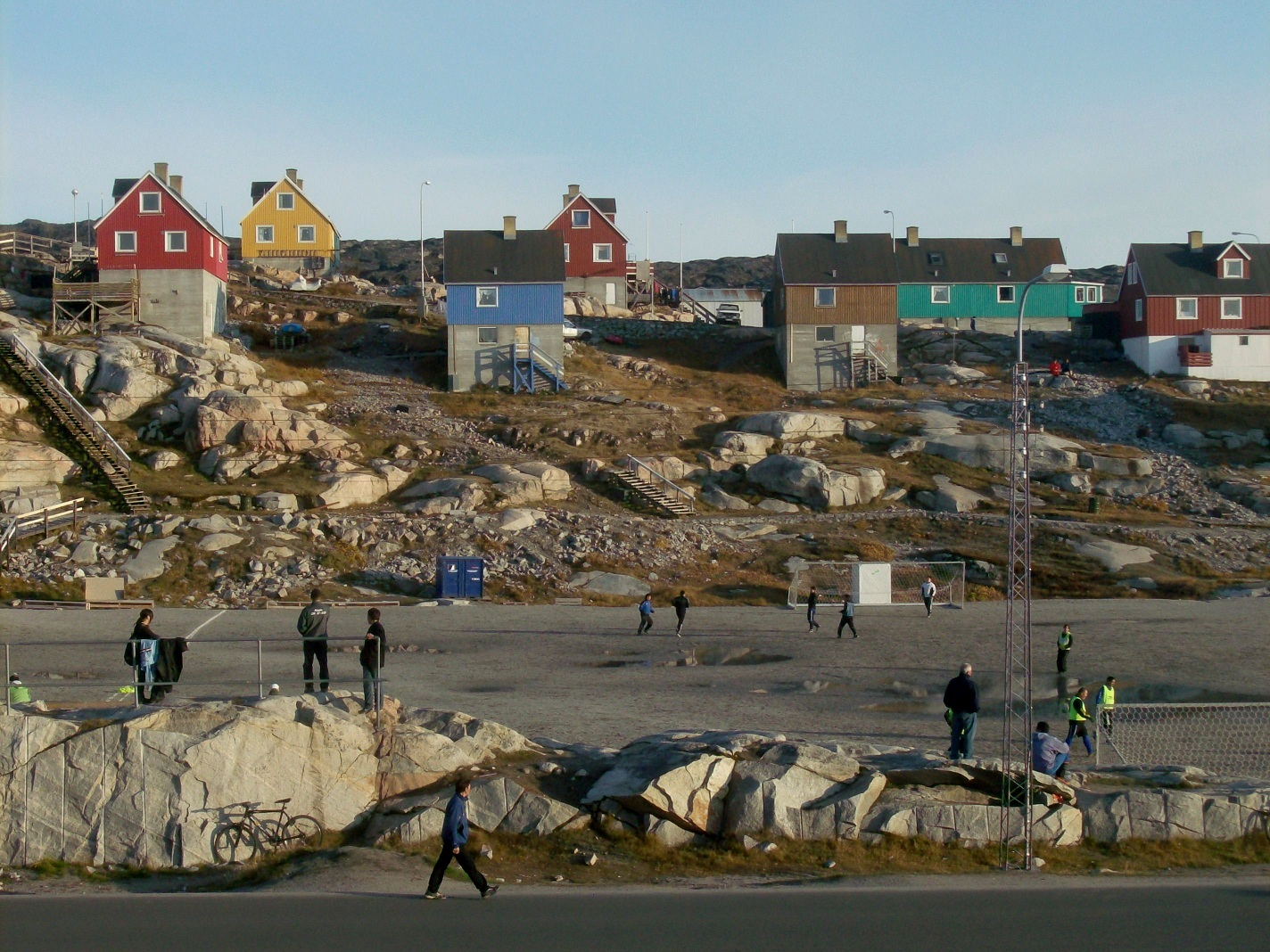
일루리사트의 축구장(자갈)

나들룽우악-48(덴마크어: Nagdlunguak-48)은 일루리사트에 연고를 둔 그린란드의 스포츠 클럽이다. 그러나 모든 리그 경기는 누크의 국립 경기장에서 진행된다.
N-48은 전국 축구 챔피언을 12번이나 차지했다. 구단은 2022 결승전에서 승부차기로 B-67 누크를 2-2, 6-5로 이겼다.